# Ludwig Sander

Ludwig Sander

Ludwig Sander (* 3. Juli 1790 in Kreuznach; † 26. Oktober 1877 in Augsburg) war ein deutscher Unternehmer und Gründer der Sander’schen Maschinenfabrik in Augsburg, einem der ältesten Vorgängerunternehmen der späteren MAN AG.

## Leben
Sander wurde 1790 als Sohn des badischen Amtmannes August Sander (1752–1817) und seiner Frau Henriette Sander (1764–1849) in Bad Kreuznach geboren. 1812 ließ er sich in Augsburg nieder, um die Leitung einer Tabakfabrik zu übernehmen, die seinem Onkel Carl von Lotzbeck (1754–1826) gehörte. Die Fabrik beschäftigte rund 100 Mitarbeiter und zählte zu den größten ihrer Art in Bayern. Die Gewinne aus dem Tabakgeschäft ermöglichten es Sander, sich an einer Reihe weiterer Unternehmen in Augsburg zu beteiligen, sodass er bald zu den einflussreichsten Industriellen der Stadt zählte. Seit 1818 gehörte er dem Stadtkollegium an und galt zeitweise sogar als Kandidat für das Amt des bayerischen Handelsministers.

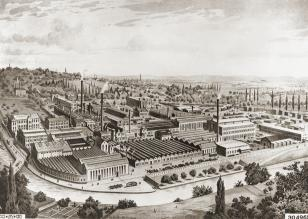
Sander’sche Maschinenfabrik

1840 gründete er zusammen mit dem Ingenieur Jean Gaspard Dollfus die Sander’sche Maschinenfabrik, die sich zunächst auf den Bau von Maschinen für die lokale Textilindustrie, darunter die Mechanische Baumwollspinnerei und Weberei Augsburg, konzentrierte. 1844 holte Sander anstelle von Dollfus den Druckmaschinenpionier Carl August Reichenbach und den Unternehmer Carl Buz in die Firma, die deren Produktpalette um den Bau von Druck- und Dampfmaschinen erweiterten.
1855 verkaufte Sander die Fabrik aus Altersgründen an Reichenbach und Buz, die sie zunächst als C. Reichenbachsche Maschinen-Fabrik weiterführten, und zwei Jahre später in die Aktiengesellschaft Maschinenfabrik Augsburg umwandelten. Das Unternehmen wurde 1898 unter Buz Sohn Heinrich mit der in Nürnberg ansässigen Maschinenfabrik Klett & Comp. zur Maschinenfabrik Augsburg-Nürnberg (M.A.N.) fusioniert.
Die einstige MAN-Tochter manroland produziert bis heute Druckmaschinen am Standort Augsburg.

## Stiftung
Nach Sanders Tod gründeten seine Erbinnen Frida Forster, geb. Sander (1819–1902) und Emilie Forster geb. Sander (1821–1895) 1880 die Sander’sche Stiftung, die bis heute hilfsbedürftige Augsburger durch den Betrieb von Altenheimen und die Überlassung günstigen Wohnraums unterstützt.